# Cala Buena
La Cala Buena, o platja de la Bona, és una petita platja natural del municipi del Perelló (Baix Ebre), situada al Cap Roig. Està rodejada de vegetació i penya-segats de pedra rogenca, i separada de la platja del Morro de Gos per un espigó. Té una longitud de 74 metres i una amplada mitjana de 14 metres, formada per grava i còdols. Disposa d'aparcament, dutxes i neteja diària.